# Leptodesmia bojeriana
Leptodesmia bojeriana är en ärtväxtart som först beskrevs av Henri Ernest Baillon, och fick sitt nu gällande namn av John Gilbert Baker. Leptodesmia bojeriana ingår i släktet Leptodesmia och familjen ärtväxter. Inga underarter finns listade i Catalogue of Life.